# Campeonato Brasileño de Fútbol 2011
El Campeonato Brasileño de Fútbol 2011 fue la 56ª. edición del Campeonato Brasileño de Serie A. El mismo comenzó el 21 de mayo de 2011, y finalizó el 4 de diciembre del corriente año. El sistema de juego fue el mismo de las tres temporadas anteriores. Los 20 equipos jugaron en enfrentamientos de todos contra todos.

## Reglamento
Los 20 clubes que participaron en el torneo se tuvieron que enfrentar entre sí en 2 ruedas con el sistema todos contra todos. El equipo que auspicie de local en la primera rueda será visitante en la segunda. El equipo que salió campeón fue Corinthians, el cual logró la mayor cantidad de puntos a lo largo del torneo.

### Criterios de desempate
- Partidos ganados
- Diferencia de goles
- Goles a favor
- Enfrentamientos directos
- Cantidad de tarjetas amarillas
- Cantidad de tarjetas rojas

### Clasificación a copas internacionales
- Los primeros tres colocados de este campeonato, y el campeón de la Copa do Brasil, se clasificaron directamente a la Copa Libertadores de 2012. Sin embargo, el 4° y 5° ubicados del Campeonato Brasileño de Serie A, clasificaron a la repesca de la Copa Libertadores.

- Del 5° al 12° lugar de este campeonato, se clasificaron a la Copa Sudamericana de 2012

## Clubes participantes

### Ascensos y descensos
| Pos. | Descendidos en la temporada 2010 |
| ---- | -------------------------------- |
| 17º  | Vitória                          |
| 18º  | Guarani de Campinas              |
| 19º  | Goiás                            |
| 20º  | Grêmio Prudente                  |

| Pos. | Ascendidos de la Serie B 2010 |
| ---- | ----------------------------- |
| 1º   | Coritiba                      |
| 2º   | Figueirense                   |
| 3º   | Bahia                         |
| 4º   | América Mineiro               |

### Información de equipos
| Equipo              | Ciudad             | Estadio                           | Capacidad | Posición 2010 |
| ------------------- | ------------------ | --------------------------------- | --------- | ------------- |
| América Mineiro     | Belo Horizonte, MG | Estadio Independencia             | 25.000    | 4° (Serie B)  |
| Atlético Goianiense | Goiânia, GO        | Estadio Serra Dourada             | 50.049    | 16° (Serie A) |
| Atlético Mineiro    | Belo Horizonte, MG | Estadio Mineirão                  | 76.500    | 13° (Serie A) |
| Atlético Paranaense | Curitiba, PR       | Estádio Joaquim Américo Guimarães | 25.180    | 5° (Serie A)  |
| Avaí                | Florianópolis, SC  | Estadio de la Ressacada           | 19.000    | 14° (Serie A) |
| Bahia               | Salvador, BA       | Estadio de Pituaçu                | 32.127    | 3° (Serie B)  |
| Botafogo            | Río de Janeiro, RJ | Estadio Engenhão                  | 44.000    | 6° (Serie A)  |
| Ceará               | Fortaleza, CE      | Estadio Presidente Vargas         | 22.000    | 12° (Serie A) |
| Corinthians         | São Paulo, SP      | Estadio Pacaembu                  | 37.952    | 3° (Serie A)  |
| Coritiba            | Curitiba, PR       | Estadio Couto Pereira             | 37.182    | 1° (Serie B)  |
| Cruzeiro            | Belo Horizonte, MG | Estadio Mineirão                  | 76.500    | 2° (Serie A)  |
| Figueirense         | Florianópolis, SC  | Estadio Orlando Scarpelli         | 19.908    | 2° (Serie B)  |
| Flamengo            | Río de Janeiro, RJ | Estadio Engenhão                  | 44.000    | 14° (Serie A) |
| Fluminese           | Río de Janeiro, RJ | Estadio Engenhão                  | 44.000    | 1° (Serie A)  |
| Grêmio              | Porto Alegre, RS   | Estadio Olímpico                  | 54.081    | 4° (Serie A)  |
| Internacional       | Porto Alegre, RS   | Estadio Beira Rio                 | 56.000    | 7° (Serie A)  |
| Palmeiras           | São Paulo, SP      | Estadio Pacaembu                  | 37.952    | 10° (Serie A) |
| Santos              | Santos, SP         | Estadio Urbano Caldeira           | 20.000    | 8° (Serie A)  |
| São Paulo           | São Paulo, SP      | Estadio Morumbi                   | 60.000    | 9° (Serie A)  |
| Vasco da Gama       | Río de Janeiro, RJ | Estadio São Januário              | 15.150    | 11° (Serie A) |

### Clubes por estado
| Estado             | N.º | Equipos                                       |
| ------------------ | --- | --------------------------------------------- |
| Río de Janeiro     | 4   | Botafogo, Flamengo, Fluminense, Vasco da Gama |
| São Paulo          | 4   | Corinthians, Palmeiras, Santos, São Paulo     |
| Minas Gerais       | 3   | América Mineiro, Atlético Mineiro, Cruzeiro   |
| Paraná             | 2   | Atlético Paranaense, Coritiba                 |
| Río Grande del Sur | 2   | Grêmio, Internacional                         |
| Santa Catarina     | 2   | Avaí, Figueirense                             |
| Bahía              | 1   | Bahia                                         |
| Ceará              | 1   | Ceará                                         |
| Goiás              | 1   | Atlético Goianiense                           |
| Total              | 20  |                                               |

## Tabla de posiciones
| Pos. | Equipo              | Pts. | PJ | PG | PE | PP | GF | GC | Dif. |
| ---- | ------------------- | ---- | -- | -- | -- | -- | -- | -- | ---- |
| 1º   | Corinthians (C)     | 71   | 38 | 21 | 8  | 9  | 53 | 36 | 17   |
| 2º   | Vasco da Gama       | 69   | 38 | 19 | 12 | 7  | 57 | 40 | 17   |
| 3º   | Fluminense          | 63   | 38 | 20 | 3  | 15 | 59 | 50 | 9    |
| 4º   | Flamengo            | 61   | 38 | 15 | 16 | 7  | 59 | 47 | 12   |
| 5º   | Internacional       | 60   | 38 | 16 | 12 | 10 | 57 | 43 | 14   |
| 6º   | São Paulo           | 59   | 38 | 16 | 11 | 11 | 57 | 46 | 11   |
| 7º   | Figueirense         | 58   | 38 | 15 | 13 | 10 | 46 | 45 | 1    |
| 8º   | Coritiba            | 57   | 38 | 16 | 9  | 13 | 57 | 41 | 16   |
| 9º   | Botafogo            | 56   | 38 | 16 | 8  | 14 | 52 | 49 | 3    |
| 10º  | Santos              | 53   | 38 | 15 | 8  | 15 | 55 | 55 | 0    |
| 11º  | Palmeiras           | 50   | 38 | 11 | 17 | 10 | 43 | 39 | 4    |
| 12º  | Grêmio              | 48   | 38 | 13 | 9  | 16 | 49 | 57 | -8   |
| 13º  | Atlético Goianiense | 48   | 38 | 12 | 12 | 14 | 50 | 45 | 5    |
| 14º  | Bahia               | 46   | 38 | 11 | 13 | 14 | 43 | 49 | -6   |
| 15º  | Atlético Mineiro    | 45   | 38 | 13 | 6  | 19 | 50 | 60 | -10  |
| 16º  | Cruzeiro            | 43   | 38 | 11 | 10 | 17 | 48 | 51 | -3   |
| 17º  | Atlético Paranaense | 41   | 38 | 10 | 11 | 17 | 38 | 55 | -17  |
| 18º  | Ceará               | 39   | 38 | 10 | 9  | 19 | 47 | 64 | -17  |
| 19º  | América Mineiro     | 37   | 38 | 8  | 13 | 17 | 51 | 69 | -18  |
| 20º  | Avaí                | 31   | 38 | 7  | 10 | 21 | 45 | 75 | -30  |

|                                 |
| Bandera del estado de São Paulo |
| Campeón Corinthians 5.º título  |

     Campeón y clasificado para la Segunda fase de la Copa Libertadores 2012.
     Clasificados para la Segunda fase de la Copa Libertadores 2012 por haber sido campeones.

(Santos fue campeón de la Copa Libertadores 2011, y Vasco da Gama fue campeón de la Copa de Brasil 2011)
     Clasificado para la Segunda fase de la Copa Libertadores 2012.
     Clasificado para la Primera fase de la Copa Libertadores 2012.
     Clasificado para la Copa Sudamericana 2012.
     Descendido a la Serie B 2012.

## Resultados
| Atlético Mineiro | 3 - 0 | Atlético Paranaense | Sábado, 21 de mayo de 2011  |
| Ceará            | 1 - 3 | Vasco da Gama       | Sábado, 21 de mayo de 2011  |
| Flamengo         | 4 - 0 | Avaí                | Sábado, 21 de mayo de 2011  |
| Santos           | 1 - 1 | Internacional       | Sábado, 21 de mayo de 2011  |
| Coritiba         | 0 - 1 | Atlético Goianiense | Domingo, 22 de mayo de 2011 |
| Figueirense      | 1 - 0 | Cruzeiro            | Domingo, 22 de mayo de 2011 |
| Grêmio           | 1 - 2 | Corinthians         | Domingo, 22 de mayo de 2011 |
| Palmeiras        | 1 - 0 | Botafogo            | Domingo, 22 de mayo de 2011 |
| América Mineiro  | 2 - 1 | Bahia               | Domingo, 22 de mayo de 2011 |
| Fluminense       | 0 - 2 | São Paulo           | Domingo, 22 de mayo de 2011 |

| Avaí                | 1 - 3 | Atlético Mineiro | Sábado, 28 de mayo de 2011  |
| Botafogo            | 1 - 0 | Santos           | Sábado, 28 de mayo de 2011  |
| Internacional       | 0 - 1 | Ceará            | Sábado, 28 de mayo de 2011  |
| São Paulo           | 1 - 0 | Figueirense      | Sábado, 28 de mayo de 2011  |
| Corinthians         | 2 - 1 | Coritiba         | Domingo, 29 de mayo de 2011 |
| Bahia               | 0 - 0 | Flamengo         | Domingo, 29 de mayo de 2011 |
| Atlético Paranaense | 0 - 1 | Grêmio           | Domingo, 29 de mayo de 2011 |
| Cruzeiro            | 1 - 1 | Palmeiras        | Domingo, 29 de mayo de 2011 |
| Atlético Goianiense | 0 - 1 | Fluminense       | Domingo, 29 de mayo de 2011 |
| Vasco da Gama       | 3 - 0 | América Mineiro  | Domingo, 29 de mayo de 2011 |

| Ceará            | 2 - 2 | Botafogo            | Sábado, 4 de junio de 2011    |
| Fluminense       | 2 - 1 | Cruzeiro            | Sábado, 4 de junio de 2011    |
| Palmeiras        | 1 - 0 | Atlético Paranaense | Sábado, 4 de junio de 2011    |
| Figueirense      | 2 - 0 | Atlético Goianiense | Sábado, 4 de junio de 2011    |
| Coritiba         | 5 - 1 | Vasco da Gama       | Domingo, 5 de junio de 2011   |
| Flamengo         | 0 - 0 | Corinthians         | Domingo, 5 de junio de 2011   |
| Grêmio           | 2 - 0 | Bahia               | Domingo, 5 de junio de 2011   |
| América Mineiro  | 2 - 4 | Internacional       | Domingo, 5 de junio de 2011   |
| Santos           | 3 - 1 | Avaí                | Domingo, 5 de junio de 2011   |
| Atlético Mineiro | 0 - 1 | São Paulo           | Miércoles, 8 de junio de 2011 |

| Cruzeiro            | 1 - 1 | Santos           | Sábado, 11 de junio de 2011  |
| Avaí                | 2 - 2 | América Mineiro  | Sábado, 11 de junio de 2011  |
| São Paulo           | 3 - 1 | Grêmio           | Sábado, 11 de junio de 2011  |
| Vasco da Gama       | 1 - 1 | Figueirense      | Sábado, 11 de junio de 2011  |
| Bahia               | 1 - 1 | Atlético Mineiro | Domingo, 12 de junio de 2011 |
| Atlético Goianiense | 4 - 1 | Ceará            | Domingo, 12 de junio de 2011 |
| Internacional       | 2 - 2 | Palmeiras        | Domingo, 12 de junio de 2011 |
| Corinthians         | 2 - 0 | Fluminense       | Domingo, 12 de junio de 2011 |
| Atlético Paranaense | 1 - 1 | Flamengo         | Domingo, 12 de junio de 2011 |
| Botafogo            | 3 - 1 | Coritiba         | Domingo, 12 de junio de 2011 |

| Fluminense       | 0 - 1 | Bahia               | Sábado, 18 de junio de 2011  |
| América Mineiro  | 1 - 1 | Cruzeiro            | Sábado, 18 de junio de 2011  |
| Palmeiras        | 5 - 0 | Avaí                | Domingo, 19 de junio de 2011 |
| Grêmio           | 1 - 1 | Vasco da Gama       | Domingo, 19 de junio de 2011 |
| Flamengo         | 0 - 0 | Botafogo            | Domingo, 19 de junio de 2011 |
| Ceará            | 0 - 2 | São Paulo           | Domingo, 19 de junio de 2011 |
| Figueirense      | 2 - 0 | Atlético Paranaense | Domingo, 19 de junio de 2011 |
| Atlético Mineiro | 2 - 2 | Atlético Goianiense | Domingo, 19 de junio de 2011 |
| Coritiba         | 1 - 1 | Internacional       | Domingo, 19 de junio de 2011 |
| Santos           | 0 - 0 | Corinthians         | Miércoles, 10 de agosto      |

| Flamengo            | 4 - 1 | Atlético Mineiro | Sábado, 25 de junio de 2011  |
| Atlético Paranaense | 0 - 2 | Bahia            | Sábado, 25 de junio de 2011  |
| Cruzeiro            | 2 - 1 | Coritiba         | Sábado, 25 de junio de 2011  |
| Corinthians         | 5 - 0 | São Paulo        | Domingo, 26 de junio de 2011 |
| Avaí                | 0 - 1 | Fluminense       | Domingo, 26 de junio de 2011 |
| Botafogo            | 2 - 1 | Grêmio           | Domingo, 26 de junio de 2011 |
| Ceará               | 2 - 0 | Palmeiras        | Domingo, 26 de junio de 2011 |
| Atlético Goianiense | 0 - 1 | Vasco da Gama    | Domingo, 26 de junio de 2011 |
| Internacional       | 4 - 1 | Figueirense      | Domingo, 26 de junio de 2011 |
| Santos              | 1 - 0 | América Mineiro  | Sábado, 2 de julio de 2011   |

| Vasco da Gama    | 0 - 3 | Cruzeiro            | Miércoles, 29 de junio de 2011 |
| Grêmio           | 2 - 2 | Avaí                | Miércoles, 29 de junio de 2011 |
| América Mineiro  | 2 - 3 | Flamengo            | Miércoles, 29 de junio de 2011 |
| Figueirense      | 2 - 1 | Santos              | Miércoles, 29 de junio de 2011 |
| Bahia            | 0 - 1 | Corinthians         | Miércoles, 29 de junio de 2011 |
| São Paulo        | 0 - 2 | Botafogo            | Miércoles, 29 de junio de 2011 |
| Palmeiras        | 2 - 0 | Atlético Goianiense | Jueves, 30 de junio de 2011    |
| Coritiba         | 3 - 1 | Ceará               | Jueves, 30 de junio de 2011    |
| Atlético Mineiro | 0 - 4 | Internacional       | Jueves, 30 de junio de 2011    |
| Fluminense       | 3 - 1 | Atlético Paranaense | Jueves, 30 de junio de 2011    |

| Internacional   | 1 - 0 | Atlético Paranaense | Miércoles, 6 de julio de 2011 |
| Cruzeiro        | 2 - 0 | Grêmio              | Miércoles, 6 de julio de 2011 |
| Avaí            | 2 - 2 | Bahia               | Miércoles, 6 de julio de 2011 |
| Corinthians     | 2 - 1 | Vasco da Gama       | Miércoles, 6 de julio de 2011 |
| Flamengo        | 1 - 0 | São Paulo           | Miércoles, 6 de julio de 2011 |
| Ceará           | 3 - 0 | Atlético Mineiro    | Miércoles, 6 de julio de 2011 |
| Botafogo        | 1 - 1 | Atlético Goianiense | Jueves, 7 de julio de 2011    |
| Coritiba        | 3 - 0 | Figueirense         | Jueves, 7 de julio de 2011    |
| América Mineiro | 1 - 1 | Palmeiras           | Jueves, 7 de julio de 2011    |
| Santos          | 2 - 1 | Fluminense          | Miércoles, 24 de agosto       |

| Vasco da Gama       | 2 - 0 | Internacional   | Sábado, 9 de julio de 2011   |
| São Paulo           | 2 - 1 | Cruzeiro        | Sábado, 9 de julio de 2011   |
| Atlético Paranaense | 0 - 0 | Avaí            | Sábado, 9 de julio de 2011   |
| Grêmio              | 2 - 0 | Coritiba        | Domingo, 10 de julio de 2011 |
| Atlético Goianiense | 0 - 1 | Corinthians     | Domingo, 10 de julio de 2011 |
| Bahia               | 1 - 1 | Botafogo        | Domingo, 10 de julio de 2011 |
| Fluminense          | 0 - 1 | Flamengo        | Domingo, 10 de julio de 2011 |
| Figueirense         | 1 - 1 | Ceará           | Domingo, 10 de julio de 2011 |
| Palmeiras           | 3 - 0 | Santos          | Domingo, 10 de julio de 2011 |
| Atlético Mineiro    | 2 - 0 | América Mineiro | Domingo, 10 de julio de 2011 |

| Vasco da Gama       | 2 - 1 | Atlético Paranaense | Sábado, 16 de julio de 2011    |
| Coritiba            | 3 - 1 | Fluminense          | Sábado, 16 de julio de 2011    |
| Atlético Goianiense | 0 - 1 | Avaí                | Sábado, 16 de julio de 2011    |
| Santos              | 2 - 1 | Atlético Mineiro    | Sábado, 16 de julio de 2011    |
| Ceará               | 4 - 0 | América Mineiro     | Domingo, 17 de julio de 2011   |
| Internacional       | 0 - 3 | São Paulo           | Domingo, 17 de julio de 2011   |
| Cruzeiro            | 2 - 1 | Bahia               | Domingo, 17 de julio de 2011   |
| Palmeiras           | 0 - 0 | Flamengo            | Miércoles, 20 de julio de 2011 |
| Botafogo            | 0 - 2 | Corinthians         | Miércoles, 20 de julio de 2011 |
| Figueirense         | 0 - 0 | Grêmio              | Miércoles, 20 de julio de 2011 |

| Avaí                | 1 - 3 | Internacional       | Jueves, 21 de julio de 2011     |
| América Mineiro     | 0 - 0 | Figueirense         | Sábado, 23 de julio de 2011     |
| Atlético Paranaense | 2 - 1 | Botafogo            | Sábado, 23 de julio de 2011     |
| São Paulo           | 2 - 2 | Atlético Goianiense | Sábado, 23 de julio de 2011     |
| Flamengo            | 1 - 1 | Ceará               | Sábado, 23 de julio de 2011     |
| Fluminense          | 1 - 0 | Palmeiras           | Domingo, 24 de julio de 2011    |
| Corinthians         | 0 - 1 | Cruzeiro            | Domingo, 24 de julio de 2011    |
| Atlético Mineiro    | 1 - 2 | Vasco da Gama       | Domingo, 24 de julio de 2011    |
| Bahia               | 0 - 0 | Coritiba            | Domingo, 24 de julio de 2011    |
| Grêmio              | 1 - 0 | Santos              | Miércoles, 5 de octubre de 2011 |

| Corinthians         | 1 - 0 | Internacional       | Jueves, 14 de julio de 2011    |
| Atlético Mineiro    | 1 - 0 | Fluminense          | Miércoles, 27 de julio de 2011 |
| Botafogo            | 2 - 1 | Avaí                | Miércoles, 27 de julio de 2011 |
| Atlético Goianiense | 2 - 0 | Cruzeiro            | Miércoles, 27 de julio de 2011 |
| Grêmio              | 1 - 1 | América Mineiro     | Miércoles, 27 de julio de 2011 |
| Coritiba            | 3 - 4 | São Paulo           | Miércoles, 27 de julio de 2011 |
| Figueirense         | 0 - 1 | Palmeiras           | Miércoles, 27 de julio de 2011 |
| Santos              | 4 - 5 | Flamengo            | Miércoles, 27 de julio de 2011 |
| Vasco da Gama       | 1 - 1 | Bahia               | Jueves, 28 de julio de 2011    |
| Ceará               | 2 - 1 | Atlético Paranaense | Jueves, 28 de julio de 2011    |

| Cruzeiro            | 0 - 1 | Botafogo            | Sábado, 30 de julio de 2011  |
| Flamengo            | 2 - 0 | Grêmio              | Sábado, 30 de julio de 2011  |
| Palmeiras           | 3 - 2 | Atlético Mineiro    | Sábado, 30 de julio de 2011  |
| Avaí                | 3 - 2 | Corinthians         | Domingo, 31 de julio de 2011 |
| Fluminense          | 4 - 0 | Ceará               | Domingo, 31 de julio de 2011 |
| Internacional       | 0 - 0 | Atlético Goianiense | Domingo, 31 de julio de 2011 |
| São Paulo           | 0 - 2 | Vasco da Gama       | Domingo, 31 de julio de 2011 |
| América Mineiro     | 1 - 3 | Coritiba            | Domingo, 31 de julio de 2011 |
| Atlético Paranaense | 3 - 2 | Santos              | Domingo, 31 de julio de 2011 |
| Bahia               | 3 - 1 | Figueirense         | Domingo, 31 de julio de 2011 |

| Ceará               | 0 - 3 | Avaí                | Miércoles, 3 de agosto de 2011 |
| Corinthians         | 2 - 1 | América Mineiro     | Miércoles, 3 de agosto de 2011 |
| Figueirense         | 2 - 0 | Botafogo            | Miércoles, 3 de agosto de 2011 |
| Grêmio              | 2 - 2 | Atlético Mineiro    | Miércoles, 3 de agosto de 2011 |
| Coritiba            | 1 - 1 | Palmeiras           | Miércoles, 3 de agosto de 2011 |
| Vasco da Gama       | 2 - 0 | Santos              | Miércoles, 3 de agosto de 2011 |
| Cruzeiro            | 0 - 1 | Flamengo            | Miércoles, 3 de agosto de 2011 |
| Fluminense          | 2 - 0 | Internacional       | Jueves, 4 de agosto de 2011    |
| Atlético Goianiense | 0 - 3 | Atlético Paranaense | Jueves, 4 de agosto de 2011    |
| São Paulo           | 3 - 0 | Bahia               | Jueves, 4 de agosto de 2011    |

| Flamengo            | 1 - 0 | Coritiba            | Sábado, 6 de agosto de 2011 |
| Palmeiras           | 0 - 0 | Grêmio              | Sábado, 6 de agosto de 2011 |
| Atlético Mineiro    | 1 - 2 | Figueirense         | Sábado, 6 de agosto de 2011 |
| América Mineiro     | 3 - 0 | Fluminense          | Domingo, 7 de agosto        |
| Atlético Paranaense | 1 - 1 | Corinthians         | Domingo, 7 de agosto        |
| Internacional       | 3 - 2 | Cruzeiro            | Domingo, 7 de agosto        |
| Santos              | 1 - 0 | Ceará               | Domingo, 7 de agosto        |
| Avaí                | 1 - 2 | São Paulo           | Domingo, 7 de agosto        |
| Bahia               | 2 - 1 | Atlético Goianiense | Domingo, 7 de agosto        |
| Botafogo            | 4 - 0 | Vasco da Gama       | Domingo, 7 de agosto        |

| Cruzeiro            | 5 - 0 | Avaí                | Sábado, 13 de agosto de 2011 |
| Atlético Goianiense | 2 - 0 | Santos              | Sábado, 13 de agosto de 2011 |
| São Paulo           | 2 - 2 | Atlético Paranaense | Sábado, 13 de agosto de 2011 |
| Botafogo            | 4 - 2 | América Mineiro     | Sábado, 13 de agosto de 2011 |
| Figueirense         | 2 - 2 | Flamengo            | Domingo, 14 de agosto        |
| Corinthians         | 2 - 2 | Ceará               | Domingo, 14 de agosto        |
| Coritiba            | 3 - 0 | Atlético Mineiro    | Domingo, 14 de agosto        |
| Vasco da Gama       | 1 - 0 | Palmeiras           | Domingo, 14 de agosto        |
| Bahia               | 1 - 1 | Internacional       | Domingo, 14 de agosto        |
| Grêmio              | 2 - 1 | Fluminense          | Domingo, 14 de agosto        |

| Atlético Paranaense | 2 - 1 | Cruzeiro            | Miércoles, 17 de agosto de 2011 |
| Avaí                | 0 - 2 | Vasco da Gama       | Miércoles, 17 de agosto de 2011 |
| Ceará               | 3 - 0 | Grêmio              | Miércoles, 17 de agosto de 2011 |
| Fluminense          | 3 - 0 | Figueirense         | Miércoles, 17 de agosto de 2011 |
| Atlético Mineiro    | 2 - 3 | Corinthians         | Miércoles, 17 de agosto de 2011 |
| Internacional       | 1 - 0 | Botafogo            | Miércoles, 17 de agosto de 2011 |
| Santos              | 2 - 3 | Coritiba            | Miércoles, 17 de agosto de 2011 |
| América Mineiro     | 1 - 1 | São Paulo           | Jueves, 18 de agosto de 2011    |
| Flamengo            | 1 - 4 | Atlético Goianiense | Jueves, 18 de agosto de 2011    |
| Palmeiras           | 1 - 1 | Bahia               | Jueves, 18 de agosto de 2011    |

| Botafogo            | 3 - 1 | Atlético Mineiro | Sábado, 20 de agosto          |
| Corinthians         | 0 - 2 | Figueirense      | Sábado, 20 de agosto          |
| Cruzeiro            | 1 - 0 | Ceará            | Sábado, 20 de agosto          |
| Avaí                | 0 - 0 | Coritiba         | Domingo, 21 de agosto de 2011 |
| Atlético Goianiense | 1 - 0 | Grêmio           | Domingo, 21 de agosto de 2011 |
| Internacional       | 2 - 2 | Flamengo         | Domingo, 21 de agosto de 2011 |
| São Paulo           | 1 - 1 | Palmeiras        | Domingo, 21 de agosto de 2011 |
| Atlético Paranaense | 2 - 2 | América Mineiro  | Domingo, 21 de agosto de 2011 |
| Bahia               | 1 - 2 | Santos           | Domingo, 21 de agosto de 2011 |
| Vasco da Gama       | 1 - 1 | Fluminense       | Domingo, 21 de agosto de 2011 |

| Fluminense       | 1 - 2 | Botafogo            | Sábado, 27 de agosto de 2011  |
| Coritiba         | 1 - 1 | Atlético Paranaense | Sábado, 27 de agosto de 2011  |
| América Mineiro  | 1 - 2 | Atlético Goianiense | Sábado, 27 de agosto de 2011  |
| Palmeiras        | 2 - 1 | Corinthians         | Domingo, 28 de agosto de 2011 |
| Santos           | 1 - 1 | São Paulo           | Domingo, 28 de agosto de 2011 |
| Flamengo         | 0 - 0 | Vasco da Gama       | Domingo, 28 de agosto de 2011 |
| Grêmio           | 2 - 1 | Internacional       | Domingo, 28 de agosto de 2011 |
| Ceará            | 3 - 0 | Bahia               | Domingo, 28 de agosto de 2011 |
| Atlético Mineiro | 1 - 2 | Cruzeiro            | Domingo, 28 de agosto de 2011 |
| Figueirense      | 2 - 3 | Avaí                | Domingo, 28 de agosto de 2011 |

| Corinthians         | 3 - 2 | Grêmio           | Miércoles, 31 de agosto de 2011 |
| Vasco da Gama       | 3 - 1 | Ceará            | Miércoles, 31 de agosto de 2011 |
| Atlético Goianiense | 3 - 1 | Coritiba         | Miércoles, 31 de agosto de 2011 |
| Atlético Paranaense | 0 - 1 | Atlético Mineiro | Miércoles, 31 de agosto de 2011 |
| Cruzeiro            | 2 - 4 | Figueirense      | Miércoles, 31 de agosto de 2011 |
| São Paulo           | 1 - 2 | Fluminense       | Miércoles, 31 de agosto de 2011 |
| Botafogo            | 3 - 1 | Palmeiras        | Miércoles, 31 de agosto de 2011 |
| Internacional       | 3 - 3 | Santos           | Miércoles, 31 de agosto de 2011 |
| Avaí                | 3 - 2 | Flamengo         | Miércoles, 31 de agosto de 2011 |
| Bahia               | 0 - 0 | América Mineiro  | Jueves, 1 de setiembre de 2011  |

| Atlético Mineiro | 2 - 0 | Avaí                | Sábado, 3 de septiembre de 2011  |
| Figueirense      | 1 - 2 | São Paulo           | Sábado, 3 de septiembre de 2011  |
| Fluminense       | 3 - 2 | Atlético Goianiense | Sábado, 3 de septiembre de 2011  |
| América Mineiro  | 4 - 1 | Vasco da Gama       | Domingo, 4 de septiembre de 2011 |
| Coritiba         | 1 - 0 | Corinthians         | Domingo, 4 de septiembre de 2011 |
| Flamengo         | 1 - 3 | Bahia               | Domingo, 4 de septiembre de 2011 |
| Grêmio           | 4 - 0 | Atlético Paranaense | Domingo, 4 de septiembre de 2011 |
| Palmeiras        | 1 - 1 | Cruzeiro            | Domingo, 4 de septiembre de 2011 |
| Ceará            | 1 - 1 | Internacional       | Domingo, 4 de septiembre de 2011 |
| Santos           | 2 - 0 | Botafogo            | Miércoles, 19 de octubre de 2011 |

| Avaí                | 1 - 2 | Santos           | Miércoles, 7 de septiembre de 2011 |
| Botafogo            | 4 - 0 | Ceará            | Miércoles, 7 de septiembre de 2011 |
| Internacional       | 4 - 2 | América Mineiro  | Miércoles, 7 de septiembre de 2011 |
| São Paulo           | 2 - 1 | Atlético Mineiro | Miércoles, 7 de septiembre de 2011 |
| Atlético Paranaense | 2 - 2 | Palmeiras        | Miércoles, 7 de septiembre de 2011 |
| Cruzeiro            | 1 - 2 | Fluminense       | Miércoles, 7 de septiembre de 2011 |
| Atlético Goianiense | 1 - 1 | Figueirense      | Miércoles, 7 de septiembre de 2011 |
| Bahia               | 1 - 2 | Grêmio           | Jueves, 8 de septiembre de 2011    |
| Vasco da Gama       | 2 - 0 | Coritiba         | Jueves, 8 de septiembre de 2011    |
| Corinthians         | 2 - 1 | Flamengo         | Jueves, 8 de septiembre de 2011    |

| América Mineiro  | 2 - 2 | Avaí                | Sábado, 10 de septiembre de 2011  |
| Santos           | 1 - 0 | Cruzeiro            | Sábado, 10 de septiembre de 2011  |
| Ceará            | 1 - 1 | Atlético Goianiense | Domingo, 11 de septiembre de 2011 |
| Coritiba         | 5 - 0 | Botafogo            | Domingo, 11 de septiembre de 2011 |
| Figueirense      | 1 - 1 | Vasco da Gama       | Domingo, 11 de septiembre de 2011 |
| Fluminense       | 1 - 0 | Corinthians         | Domingo, 11 de septiembre de 2011 |
| Palmeiras        | 0 - 3 | Internacional       | Domingo, 11 de septiembre de 2011 |
| Atlético Mineiro | 2 - 0 | Bahia               | Domingo, 11 de septiembre de 2011 |
| Flamengo         | 1 - 2 | Atlético Paranaense | Domingo, 11 de septiembre de 2011 |
| Grêmio           | 1 - 0 | São Paulo           | Domingo, 11 de septiembre de 2011 |

| Vasco da Gama       | 4 - 0 | Grêmio           | Sábado, 17 de septiembre de 2011  |
| Atlético Goianiense | 1 - 0 | Atlético Mineiro | Sábado, 17 de septiembre de 2011  |
| São Paulo           | 4 - 0 | Ceará            | Sábado, 17 de septiembre de 2011  |
| Atlético Paranaense | 0 - 0 | Figueirense      | Domingo, 18 de septiembre de 2011 |
| Avaí                | 1 - 1 | Palmeiras        | Domingo, 18 de septiembre de 2011 |
| Bahia               | 3 - 0 | Fluminense       | Domingo, 18 de septiembre de 2011 |
| Botafogo            | 1 - 1 | Flamengo         | Domingo, 18 de septiembre de 2011 |
| Corinthians         | 1 - 3 | Santos           | Domingo, 18 de septiembre de 2011 |
| Cruzeiro            | 0 - 0 | América Mineiro  | Domingo, 18 de septiembre de 2011 |
| Internacional       | 1 - 1 | Coritiba         | Domingo, 18 de septiembre de 2011 |

| América Mineiro  | 1 - 2 | Santos              | Miércoles, 21 de septiembre de 2011 |
| Bahia            | 1 - 0 | Atlético Paranaense | Miércoles, 21 de septiembre de 2011 |
| Coritiba         | 2 - 1 | Cruzeiro            | Miércoles, 21 de septiembre de 2011 |
| Fluminense       | 3 - 1 | Avaí                | Miércoles, 21 de septiembre de 2011 |
| Atlético Mineiro | 1 - 1 | Flamengo            | Miércoles, 21 de septiembre de 2011 |
| Figueirense      | 1 - 1 | Internacional       | Miércoles, 21 de septiembre de 2011 |
| São Paulo        | 0 - 0 | Corinthians         | Miércoles, 21 de septiembre de 2011 |
| Vasco da Gama    | 1 - 1 | Atlético Goianiense | Jueves, 22 de septiembre de 2011    |
| Grêmio           | 0 - 1 | Botafogo            | Jueves, 22 de septiembre de 2011    |
| Palmeiras        | 1 - 0 | Ceará               | Jueves, 22 de septiembre de 2011    |

| Atlético Paranaense | 1 - 1 | Fluminense       | Sábado, 24 de septiembre de 2011  |
| Santos              | 2 - 3 | Figueirense      | Sábado, 24 de septiembre de 2011  |
| Flamengo            | 2 - 1 | América Mineiro  | Sábado, 24 de septiembre de 2011  |
| Corinthians         | 1 - 0 | Bahia            | Domingo, 25 de septiembre de 2011 |
| Botafogo            | 2 - 2 | São Paulo        | Domingo, 25 de septiembre de 2011 |
| Internacional       | 2 - 1 | Atlético Mineiro | Domingo, 25 de septiembre de 2011 |
| Cruzeiro            | 0 - 3 | Vasco da Gama    | Domingo, 25 de septiembre de 2011 |
| Avaí                | 1 - 2 | Grêmio           | Domingo, 25 de septiembre de 2011 |
| Atlético Goianiense | 1 - 1 | Palmeiras        | Domingo, 25 de septiembre de 2011 |
| Ceará               | 3 - 2 | Coritiba         | Domingo, 25 de septiembre de 2011 |

| Palmeiras           | 1 - 1 | América Mineiro | Sábado, 1 de octubre de 2011  |
| Fluminense          | 3 - 2 | Santos          | Sábado, 1 de octubre de 2011  |
| Bahia               | 3 - 2 | Avaí            | Sábado, 1 de octubre de 2011  |
| São Paulo           | 1 - 2 | Flamengo        | Domingo, 2 de octubre de 2011 |
| Vasco da Gama       | 2 - 2 | Corinthians     | Domingo, 2 de octubre de 2011 |
| Atlético Mineiro    | 1 - 1 | Ceará           | Domingo, 2 de octubre de 2011 |
| Figueirense         | 0 - 0 | Coritiba        | Domingo, 2 de octubre de 2011 |
| Atlético Paranaense | 2 - 0 | Internacional   | Domingo, 2 de octubre de 2011 |
| Grêmio              | 2 - 0 | Cruzeiro        | Domingo, 2 de octubre de 2011 |
| Atlético Goianiense | 2 - 0 | Botafogo        | Domingo, 2 de octubre de 2011 |

| Cruzeiro        | 3 - 3 | São Paulo           | Sábado, 8 de octubre de 2011  |
| Bahia           | 2 - 2 | Botafogo            | Sábado, 8 de octubre de 2011  |
| Coritiba        | 2 - 0 | Grêmio              | Sábado, 8 de octubre de 2011  |
| América Mineiro | 0 - 0 | Atlético Mineiro    | Sábado, 8 de octubre de 2011  |
| Santos          | 1 - 0 | Palmeiras           | Domingo, 9 de octubre de 2011 |
| Flamengo        | 3 - 2 | Fluminense          | Domingo, 9 de octubre de 2011 |
| Internacional   | 3 - 0 | Vasco da Gama       | Domingo, 9 de octubre de 2011 |
| Corinthians     | 3 - 0 | Atlético Goianiense | Domingo, 9 de octubre de 2011 |
| Avaí            | 3 - 0 | Atlético Paranaense | Domingo, 9 de octubre de 2011 |
| Ceará           | 1 - 1 | Figueirense         | Domingo, 9 de octubre de 2011 |

| São Paulo           | 0 - 0 | Internacional       | Miércoles, 12 de octubre de 2011 |
| Grêmio              | 1 - 3 | Figueirense         | Miércoles, 12 de octubre de 2011 |
| Avaí                | 2 - 2 | Atlético Goianiense | Miércoles, 12 de octubre de 2011 |
| América Mineiro     | 4 - 1 | Ceará               | Miércoles, 12 de octubre de 2011 |
| Corinthians         | 0 - 2 | Botafogo            | Miércoles, 12 de octubre de 2011 |
| Flamengo            | 1 - 1 | Palmeiras           | Miércoles, 12 de octubre de 2011 |
| Bahia               | 0 - 0 | Cruzeiro            | Miércoles, 12 de octubre de 2011 |
| Fluminense          | 3 - 1 | Coritiba            | Jueves, 13 de octubre de 2011    |
| Atlético Mineiro    | 2 - 1 | Santos              | Jueves, 13 de octubre de 2011    |
| Atlético Paranaense | 2 - 2 | Vasco da Gama       | Jueves, 13 de octubre de 2011    |

| Figueirense         | 2 - 1 | América Mineiro     | Sábado, 15 de octubre de 2011  |
| Ceará               | 0 - 1 | Flamengo            | Sábado, 15 de octubre de 2011  |
| Palmeiras           | 1 - 2 | Fluminense          | Domingo, 16 de octubre de 2011 |
| Santos              | 0 - 1 | Grêmio              | Domingo, 16 de octubre de 2011 |
| Botafogo            | 2 - 0 | Atlético Paranaense | Domingo, 16 de octubre de 2011 |
| Internacional       | 4 - 2 | Avaí                | Domingo, 16 de octubre de 2011 |
| Cruzeiro            | 0 - 1 | Corinthians         | Domingo, 16 de octubre de 2011 |
| Vasco da Gama       | 2 - 0 | Atlético Mineiro    | Domingo, 16 de octubre de 2011 |
| Coritiba            | 0 - 0 | Bahia               | Domingo, 16 de octubre de 2011 |
| Atlético Goianiense | 3 - 0 | São Paulo           | Domingo, 16 de octubre de 2011 |

| Palmeiras           | 1 - 2 | Figueirense         | Sábado, 22 de octubre de 2011  |
| Fluminense          | 0 - 2 | Atlético Mineiro    | Sábado, 22 de octubre de 2011  |
| Avaí                | 3 - 2 | Botafogo            | Sábado, 22 de octubre de 2011  |
| América Mineiro     | 2 - 2 | Grêmio              | Sábado, 22 de octubre de 2011  |
| São Paulo           | 0 - 0 | Coritiba            | Domingo, 23 de octubre de 2011 |
| Internacional       | 1 - 1 | Corinthians         | Domingo, 23 de octubre de 2011 |
| Atlético Paranaense | 1 - 0 | Ceará               | Domingo, 23 de octubre de 2011 |
| Bahia               | 0 - 2 | Vasco da Gama       | Domingo, 23 de octubre de 2011 |
| Flamengo            | 1 - 1 | Santos              | Domingo, 23 de octubre de 2011 |
| Cruzeiro            | 3 - 2 | Atlético Goianiense | Domingo, 23 de octubre de 2011 |

| Santos             | 4 - 1 | Atlético Paranaense | Sábado, 29 de octubre de 2011  |
| Botafogo           | 1 - 0 | Cruzeiro            | Sábado, 29 de octubre de 2011  |
| Ceará              | 1 - 2 | Fluminense          | Sábado, 29 de octubre de 2011  |
| Corinthians        | 2 - 1 | Avaí                | Domingo, 30 de octubre de 2011 |
| Vasco da Gama      | 0 - 0 | Sao Paulo           | Domingo, 30 de octubre de 2011 |
| Gremio             | 4 - 2 | Flamengo            | Domingo, 30 de octubre de 2011 |
| Figueirense        | 2 - 1 | Bahia               | Domingo, 30 de octubre de 2011 |
| Atlético Mineiro   | 2 - 1 | Palmeiras           | Domingo, 30 de octubre de 2011 |
| Coritiba           | 3 - 1 | América Mineiro     | Domingo, 30 de octubre de 2011 |
| Atlético Goianense | 0 - 1 | Internacional       | Domingo, 30 de octubre de 2011 |

| Botafogo            | 0 - 1 | Figueirense         | Sábado, 5 de noviembre de 2011  |
| Atlético Mineiro    | 2 - 0 | Gremio              | Sábado, 5 de noviembre de 2011  |
| Bahia               | 4 - 3 | Sao Paulo           | Sábado, 5 de noviembre de 2011  |
| Santos              | 2 - 0 | Vasco da Gama       | Domingo, 6 de noviembre de 2011 |
| Flamengo            | 5 - 1 | Cruzeiro            | Domingo, 6 de noviembre de 2011 |
| Avaí                | 1 - 2 | Ceará               | Domingo, 6 de noviembre de 2011 |
| América Mineiro     | 2 - 1 | Corinthians         | Domingo, 6 de noviembre de 2011 |
| Palmeiras           | 0 - 2 | Coritiba            | Domingo, 6 de noviembre de 2011 |
| Internacional       | 1 - 2 | Fluminense          | Domingo, 6 de noviembre de 2011 |
| Atlético Paranaense | 2 - 1 | Atlético Goianiense | Domingo, 6 de noviembre de 2011 |

| Sao Paulo           | 2 - 0 | Avaí                | Sábado, 12 de noviembre de 2011  |
| Fluminense          | 1 - 2 | América Mineiro     | Sábado, 12 de noviembre de 2011  |
| Figueirense         | 2 - 1 | Atlético Mineiro    | Sábado, 12 de noviembre de 2011  |
| Corinthians         | 2 - 1 | Atlético Paranaense | Domingo, 13 de noviembre de 2011 |
| Ceará               | 2 - 3 | Santos              | Domingo, 13 de noviembre de 2011 |
| Coritiba            | 2 - 0 | Flamengo            | Domingo, 13 de noviembre de 2011 |
| Gremio              | 2 - 2 | Palmeiras           | Domingo, 13 de noviembre de 2011 |
| Vasco da Gama       | 2 - 0 | Botafogo            | Domingo, 13 de noviembre de 2011 |
| Cruzeiro            | 1 - 0 | Internacional       | Domingo, 13 de noviembre de 2011 |
| Atlético Goianiense | 0 - 1 | Bahia               | Domingo, 13 de noviembre de 2011 |

| Internacional       | 1 - 0 | Bahia               | Miércoles, 16 de noviembre de 2011 |
| Fluminense          | 5 - 4 | Gremio              | Miércoles, 16 de noviembre de 2011 |
| América Mineiro     | 2 - 1 | Botafogo            | Miércoles, 16 de noviembre de 2011 |
| Avaí                | 0 - 0 | Cruzeiro            | Miércoles, 16 de noviembre de 2011 |
| Atlético Paranaense | 1 - 0 | Sao Paulo           | Miércoles, 16 de noviembre de 2011 |
| Palmeiras           | 1 - 1 | Vasco da Gama       | Miércoles, 16 de noviembre de 2011 |
| Ceará               | 0 - 1 | Corinthians         | Miércoles, 16 de noviembre de 2011 |
| Santos              | 1 - 1 | Atlético Goianiense | Jueves, 17 de noviembre de 2011    |
| Atlético Mineiro    | 2 - 1 | Coritiba            | Jueves, 17 de noviembre de 2011    |
| Flamengo            | 0 - 0 | Figueirense         | Jueves, 17 de noviembre de 2011    |

| Gremio              | 1 - 3 | Ceará               | Sábado, 19 de noviembre de 2011  |
| Sao Paulo           | 3 - 1 | América Mineiro     | Sábado, 19 de noviembre de 2011  |
| Vasco da Gama       | 2 - 0 | Avaí                | Sábado, 19 de noviembre de 2011  |
| Corinthians         | 2 - 1 | Atlético Mineiro    | Domingo, 20 de noviembre de 2011 |
| Atlético Goianiense | 0 - 0 | Flamengo            | Domingo, 20 de noviembre de 2011 |
| Cruzeiro            | 1 - 1 | Atlético Paranaense | Domingo, 20 de noviembre de 2011 |
| Botafogo            | 1 - 2 | Internacional       | Domingo, 20 de noviembre de 2011 |
| Coritiba            | 1 - 0 | Santos              | Domingo, 20 de noviembre de 2011 |
| Bahia               | 0 - 2 | Palmeiras           | Domingo, 20 de noviembre de 2011 |
| Figueirense         | 0 - 4 | Fluminense          | Domingo, 20 de noviembre de 2011 |

| Gremio           | 2 - 2 | Atlético Goianiense | Domingo, 27 de noviembre de 2011 |
| América Mineiro  | 2 - 1 | Atlético Paranaense | Domingo, 27 de noviembre de 2011 |
| Santos           | 1 - 1 | Bahia               | Domingo, 27 de noviembre de 2011 |
| Atlético Mineiro | 4 - 0 | Botafogo            | Domingo, 27 de noviembre de 2011 |
| Ceará            | 2 - 2 | Cruzeiro            | Domingo, 27 de noviembre de 2011 |
| Flamengo         | 1 - 0 | Internacional       | Domingo, 27 de noviembre de 2011 |
| Figueirense      | 0 - 1 | Corinthians         | Domingo, 27 de noviembre de 2011 |
| Fluminense       | 1 - 2 | Vasco da Gama       | Domingo, 27 de noviembre de 2011 |
| Coritiba         | 1 - 0 | Avaí                | Domingo, 27 de noviembre de 2011 |
| Palmeiras        | 1 - 0 | Sao Paulo           | Domingo, 27 de noviembre de 2011 |

| Atlético Paranaense | 1 - 0 | Coritiba         | Domingo, 4 de diciembre de 2011 |
| Vasco da Gama       | 1 - 1 | Flamengo         | Domingo, 4 de diciembre de 2011 |
| Internacional       | 1 - 0 | Gremio           | Domingo, 4 de diciembre de 2011 |
| Bahia               | 2 - 1 | Ceará            | Domingo, 4 de diciembre de 2011 |
| Cruzeiro            | 6 - 1 | Atlético Mineiro | Domingo, 4 de diciembre de 2011 |
| Avaí                | 1 - 1 | Figueirense      | Domingo, 4 de diciembre de 2011 |
| Corinthians         | 0 - 0 | Palmeiras        | Domingo, 4 de diciembre de 2011 |
| Atlético Goianiense | 5 - 1 | América Mineiro  | Domingo, 4 de diciembre de 2011 |
| Botafogo            | 1 - 1 | Fluminense       | Domingo, 4 de diciembre de 2011 |
| Sao Paulo           | 4 - 1 | Santos           | Domingo, 4 de diciembre de 2011 |

## Goleadores
| Jugador              | Jugador         | Goles | Equipo              |
| -------------------- | --------------- | ----- | ------------------- |
| Bandera de Brasil    | Borges          | 23    | Santos              |
| Bandera de Brasil    | Fred            | 22    | Fluminense          |
| Bandera de Brasil    | Deivid          | 15    | Flamengo            |
| Bandera de Brasil    | Leandro Damião  | 14    | Internacional       |
| Bandera de Brasil    | Ronaldinho      | 14    | Flamengo            |
| Bandera de Brasil    | William         | 14    | Avaí                |
| Bandera de Brasil    | Kempes          | 13    | América Mineiro     |
| Bandera de Brasil    | Neymar          | 13    | Santos              |
| Bandera de Brasil    | Anselmo         | 12    | Atlético Goianiense |
| Bandera de Brasil    | Liédson         | 12    | Corinthians         |
| Bandera de Brasil    | Souza           | 12    | Esporte Clube Bahia |
| Bandera de Brasil    | Thiago Neves    | 12    | Flamengo            |
| Bandera de Argentina | Walter Montillo | 12    | Cruzeiro            |